# Технічний університет Граца
Технічний університет Граца (нім. Technische Universität Graz), також Університет імені ерцгерцога Йоганна (нім. Erzherzog-Johann-Universität) — вищий навчальний заклад у місті Грац, Австрія, один із п'яти університетів федеральної землі Штирія. Разом із Віденським технічним університетом є одним із двох технічних університетів Австрії.

## Цифри та факти
На зимній семестр 2009/10 навчального року подали заяви 11 265 студентів, серед яких 14,7 % іноземців.
У 2015/16 навчальному році зареєстровано 13 171 студент, серед яких 18,1 % іноземців.

## Історія
Університет був заснований в 1811 році як технічний навчальний заклад ерцгерцогом Йоганном.
Разом із Грацьким університетом імені Карла та Франца університет бере участь у коопераційному проєкті NAWI Грац, у рамках якого значна частина факультету суспільствознавства та відповідні підрозділи Технічного університету проводять спільне дослідження та навчання.

## Факультети
Університет має наступні факультети:
- Факультет архітектури
- Інженерно-будівельний факультет
- Факультет машинобудування та економічних наук
- Факультет електроніки та обчислювальної техніки
- Факультет технічної математики та фізики
- Факультет технічної хімії, технологічних методів та біотехнології
- Факультет інформатики

## Відомі особи
- Нікола Тесла — фізик, інженер, винахідник в області електротехніки та радіотехніки
- Карл фон Терцагі — геолог та інженер-будівник, один з основоположників механіки ґрунтів
- Олександр Торнквіст[de] — геолог та палеонтолог, ректор.
- Маргарете Шютте-Лігоцкі — перша австрійська жінка-архітектор, діяч визволення від гніту «ККК» (Kinder, Kuche, Kirche — діти, кухня, церква) руху
- Ойґен Зенґер — конструктор, автор ідеї суборбітального «рикошетного» бомбардувальника